# Nebuloasă variabilă

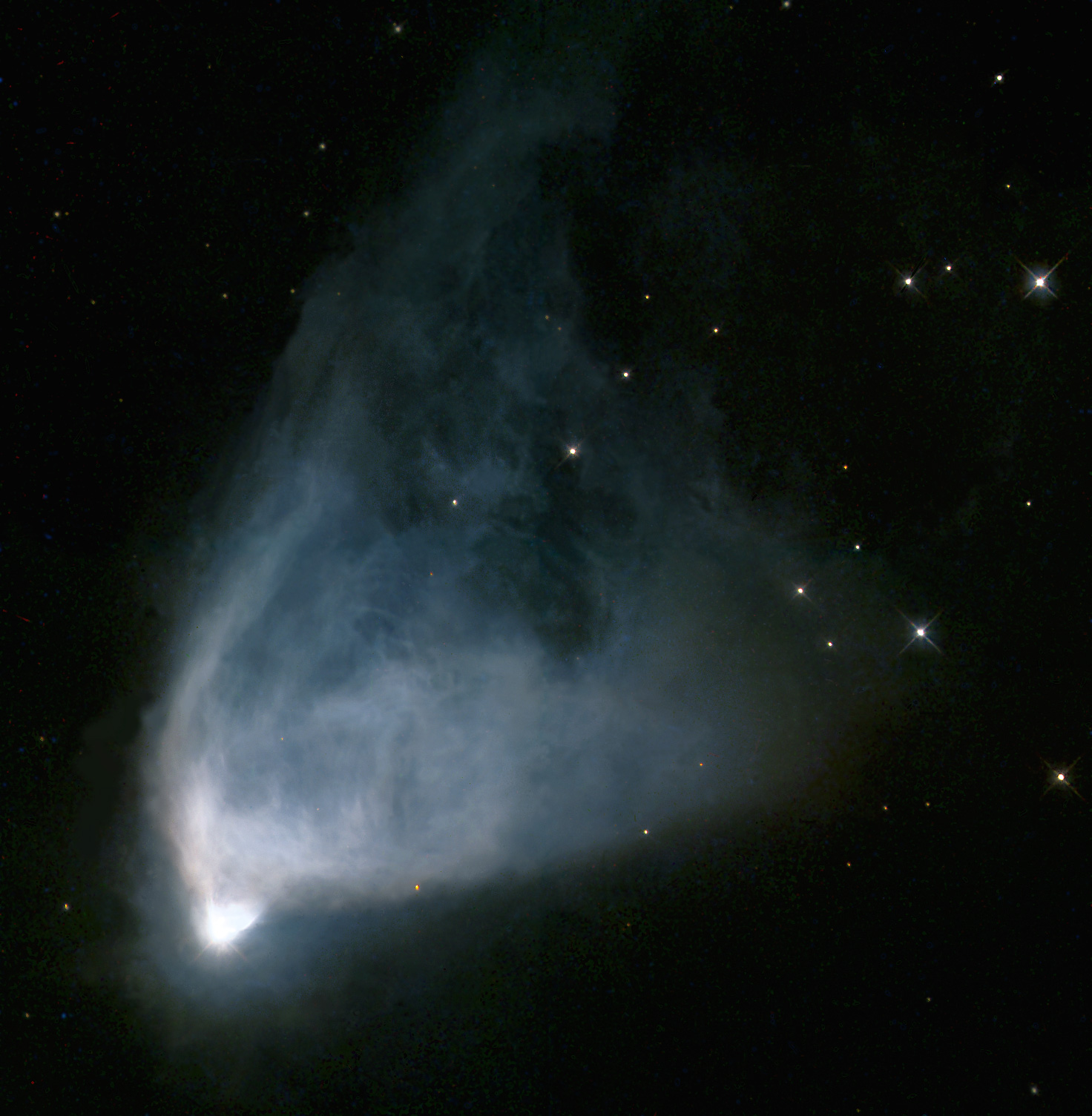
O imagine luată de Telescopului Spațial Hubble a NGC 2261, un exemplu clasic de nebuloasă variabilă.

O nebuloasă variabilă este o nebuloasă de reflexie care are variații în luminozitate datorită schimbărilor provocate de steaua corespondentă ei.